# Santa Clara del Tule
Santa Clara del Tule es una localidad del estado mexicano de Michoacán. Es parte del municipio de Zinapécuaro.

## Toponimia
El nombre «Santa Clara» hace referencia al santo patrono de la localidad: Clara de Asís.

## Demografía
| Gráfica de evolución demográfica |
|                                  |

| Censo | Población |
| ----- | --------- |
| 1900  | 252       |
| 1910  | 336       |
| 1921  | 409       |
| 1930  | 300       |
| 1940  | 443       |
| 1950  | 373       |
| 1960  | 475       |
| 1970  | 648       |
| 1980  | 860       |
| 1990  | 1423      |
| 2000  | 1460      |
| 2010  | 1326      |
| 2020  | 1462      |